# Ordo Rosarius Equilibrio
Ordo Rosarius Equilibrio (nace bajo el nombre de Ordo Equilibrio) como proyecto de Tomas Petersson, músico sueco cuyo anterior proyecto de música ambiental, con trasfondo satánico, fue Archon Satani junto a Mikael Stravöstrand. La idea surge en 1991 cuando Mikael comienza su proyecto Inanna pero no cristaliza hasta mayo de 1993, cuando Tomas abandona Archon. En sus tres primeros trabajos antes de cambiar de nombre formaba dúo con Chelsea Krook.
De acuerdo a las palabras de Tomas: "El principal propósito de Ordo Equilibrio era como salida estética y creativa para multitud de ideas, ambiciones e ideales. Todavía hoy permanece este objetivo fundacional".
Su música parte del neofolk de guitarras acústicas, instrumentaciones sutiles y voces lánguidas añadiendo elementos marciales a través de las marcadas percusiones rituales en la estructura reiterativa de los temas y ambientales en las atmósferas. Se puede relacionar con el Dark folk y el Folk apocalíptico.
Desde sus inicios muestra interés por el Ocultismo, Aleister Crowley, la religión Ásatrú, el Satanismo; y valores como la individualidad, la fuerza, el poder o la integridad. Sus trabajos están marcados por una fuerte sexualidad, y no ocultan su consideración de que el Cristianismo está contra la naturaleza humana.
Desde su primer lanzamiento, Reaping the Fallen han editado en el sello sueco Cold Meat Industry. En este disco, aparte de lo comentado, se evidenciaban influencias de las baladas medievales. En este primer disco todas las voces eran de Chelsea.
Le seguirían, en 1997, el disco anticristiano The Triumph of Light, el EP Nature seeking equilibrium; en 1998, Conquest, Love & Self Perseverance y el sencillo que supone el final de la primera etapa, Nordik Battle Signs Algiz / Konvergece of Life and Death. Mantenían hasta esta época una influencia grande del neofolk básico de Death in june.
Sus dos primeros trabajos utilizarían imágenes del Tarot de Crowley para representar los conceptos de "Completitud" y "Balance" como parte del Equilibrio. Guerra y Paz, Yin y Yang, Luz y Oscuridad son conceptos enfrentados que construyen el Equilibrio y que representan conceptos filosóficos e ideológicos ideales presentes en el grupo.
Chelsea abandona el proyecto de forma poca amistosa, y entra Rose-Maria Larsen, lo que supone la adopción del nombre de Ordo Rosarius Equilibrio. El sonido sufre una evolución hacia tonos más oscuros y apocalípticos. En 2001 publican Make Love and War: The Wedlock of Roses and Equilibrium. Abordan con más decisión temáticas sexuales en las que el fetichismo o el bdsm tienen su espacio.
A partir de este momento la banda comenzaría a ocupar un lugar de privilegio dentro de la escena con dos trabajos cruciales. Cocktails, Carnage and Pornography en 2003, cuya gira contó con fechas en España, y el split en 2005 junto a Spiritual Front llamado Satyriasis.
De este último trabajo opina Tomas: "Me ha dado más de lo que nunca hubiera esperado. Pensaba que Satyriasis sería un lanzamiento como cualquier otro, pero se ha pasado a ser mucho más. Presenta algunas de las mejores canciones que nunca haya compuesto. Ha tenido más éxito y ha sido más apreciado que lo que hubiera podido pensar, y por eso estoy muy alegre."
Inicialmente preveían publicar Satyriasis y su siguiente trabajo Apocalips en fechas cercanas, pero las responsabilidades como padre de Tomas hicieron que se retrasase hasta septiembre de 2006. Presentado como unos de los discos más importantes nunca antes publicado por el sello Cold Meat, plantea el sonido más oscuro, bello y devastador hasta el momento, en el que Ordo continúa su marcha entre aparentes polaridades de creación y destrucción, oscuridad y luz, gozo y pena, sexo y guerra; alrededor del Coniunctio Oppositorium, la conjunción de los opuestos.
El título plantea un juego de palabras entre el apocalipsis y los labios que representan tanto el placer como la lujuria. Según Tomas, "si estás experimentando la caída, a nivel personal o en el esquema al completo de las cosas, Apocalips es una música adecuadamente agridulce para acompañar el final de los tiempos, desplegando besos y pétalos de rosas en el camino hacia lo inevitable".

## Discografía
| Año        | Título                                                                              | Formato | Sello              |
| ---------- | ----------------------------------------------------------------------------------- | ------- | ------------------ |
| 1995       | Reaping the Fallen, The First Harvest                                               | LP      | Cold Meat Industry |
| 1997       | I4I                                                                                 | EP      | Cold Meat Industry |
| 1997       | The Triumph of Light.... and Thy Thirteen Shadows                                   | LP      | Cold Meat Industry |
| 1998       | Conquest, Love & Self Perseverance                                                  | LP      | Cold Meat Industry |
| 2001       | Make Love, And War; The Wedlock of Roses, And Equilibrium                           | LP      | Cold Meat Industry |
| 2003       | Cocktails, Carnage, Crucifixion And Pornography                                     | LP      | Cold Meat Industry |
| 2005       | Satyriasis - Somewhere between equilibrium and nihilism (split con Spiritual Front) | LP      | Cold Meat Industry |
| 2006-09-04 | Apocalips                                                                           | LP      | Cold Meat Industry |
| 2008       | ONANI (Practice Makes Perfect)                                                      | LP      | Cold Meat Industry |